# Lycianthes shunningensis
Lycianthes shunningensis är en potatisväxtart som beskrevs av Cheng Yih Wu och S. C. Huang. Lycianthes shunningensis ingår i Himmelsögonsläktet som ingår i familjen potatisväxter. Inga underarter finns listade i Catalogue of Life.